# Лео Галле
Леонард "Лео" Герман Геррит Галле (нід. Leonard "Leo" Herman Gerrit Halle, 21 січня 1906, Девентер — 15 червня 1992, там само) — нідерландський футболіст, що грав на позиції воротаря за клуб «Гоу Егед Іглз», а також національну збірну Нідерландів. Молодший брат іншого гравця збірної Яна Галле.
Дворазовий чемпіон Нідерландів. 

## Клубна кар'єра
У футболі дебютував виступами за команду «Гоу Егед Іглз», кольори якої і захищав протягом усієї своєї кар'єри гравця. 

## Виступи за збірну
1928 року дебютував в офіційних матчах у складі національної збірної Нідерландів. Протягом кар'єри у національній команді, яка тривала 10 років, провів у її формі 15 матчів.
Був присутній в заявці збірної на чемпіонаті світу 1934 року в Італії, але на поле не виходив.
Помер 15 червня 1992 року на 87-му році життя у місті Девентер.

## Титули і досягнення
- Чемпіон Нідерландів (2):

«Гоу Егед Іглз»: 1929-1930, 1932-1933